# Владимир Пичета
Владимир Иванович Пичета (рус. Владимир Иванович Пичета, блр. Уладзімір Іванавіч Пічэта), био је белоруски и совјетски историчар, први ректор Белоруског државног универзитета (јул 1921 — октобар 1929), академик Академије наука БССР од 1928, почасни професор БССР (1926), дописни члан Академије наука Совјетског Савеза од 1939, академик Академије наука Совјетског Савеза од 1946. године.

## Биографија
Пичета је рођен у Полтави, данашња Украјина. Његов отац, Иван (Јован) Христофорович (1844-1920), по националности Србин, родом из града Мостара у Босни и Херцеговини (тада под Османским царством), био је ректор Витебске богословије, а потом Полтавске богословије. Његова мајка, Марија Григоријевна Григоренко, украјинског порекла, била је ћерка кијевског званичника Трезорске коморе.
Пичета је завршио Полтавску гимназију 1897. године, а 1901. године историјско-филолошки одсек Московског универзитета. Василиј Кључевски је био научни руководилац његовог дипломског (тада названог кандидат) рада „Јуриј Крижанич о Московској држави”.
После матуре предавао је у средњим школама у Москви, а од 1902. радио је у Украјини (Коростишев, Јекатеринослав). Септембра 1905. Пичета се вратио у Москву, где је предавао најпре у средњим образовним установама, а од 1906. на вишим образовним установама, држећи предавања радницима. Године 1909. млади научник је положио магистарски испит, а 1910. године је признат и радио је као приватни доцент Московског универзитета. Фебруара 1911, заједно са групом професора и доцента, напустио је универзитет у знак протеста против активности министра народног образовања Л. А. Касоа. Предавао је на Вишим женским курсевима и на Практичној академији привредних наука. Крајем 1917. Пичета је постао наставник на Московском државном универзитету, а након спајања у јуну 1918. године Високих женских курсева, где је предавао, са универзитетом, постао је професор на 2. Московском државном универзитету. Владимир Иванович је 1918. године одбранио магистарску дисертацију из руске историје на првом тому монографије „Аграрна реформа Сигисмунда-Августа у литванско-руској држави”.
Након отварања универзитета у Минску, Пичета је постао ректор од оснивања 1921. па све до 1929. године.
Године 1930. Пичета је ухапшен због „академског случаја“ и оптужен за великодржавни шовинизам, белоруски буржоаски национализам и прозападну оријентацију. Вишемесечни боравак у Дому истражног затвора у Лењинграду 1930–1931. озбиљно је нарушио физичко и морално здравље научника. У августу 1931, Пичета је протеран у Вјатку, где је радио као интендант у јавној угоститељској задрузи. У септембру 1934. Пичета је пребачен у Вороњеж, где је радио као професор на Вороњешком педагошком институту и предавао курс историје СССР-а.
Једна од верзија Пичетиног ослобађања из егзила везује се за име Едварда Бенеша, министра спољних послова Чехословачке (убудуће председника Чехословачке). Према мемоарима А.И. Пичета (друга жена Владимира Ивановича), у јуну 1934. Бенеш је посетио Москву да успостави дипломатске односе са Совјетским Савезом. Током састанка са Стаљином, на питање шефа владе Совјетског Савеза шта би министар желео да види у Унији, са ким да разговара, Бенеш је одговорио: „Желео бих да се сретнем са познатим славистиком, професором Пичетом, иначе у Чехословачкој се шушка да је ухапшен и да није ни жив.“ По Стаљиновом наређењу Пичета је хитно одведен из Вјатке, предочен му је лажно уверење дописног члана Академије наука Совјетског Савеза, и уручено Бенешу, након повратка у Праг, Бенеш је био домаћин конференције за штампу за Чехословачку и стране новинаре, рекао је да је састао се са познатим научником, славистом, професором Владимиром Пичетом „Гласине о његовом хапшењу и смрти, на срећу, нису потврђене“, рекао је Бенеш.
Историчар Јуриј Ф. Иванов је, не доводећи у питање могућност Бенешовог мешања, на основу архивске грађе сугерисао да у лето 1934. министар иностраних послова Чехословачке није био у СССР-у, посета је била годину дана касније, када је посетио је Москву ради размене ратификација раније закљученог споразума о узајамној помоћи. То значи да је Пичета ослобођен из егзила најраније три месеца пре истека рока који је научнику одредио Колегијум ОГПУ.
Било захваљујући интервенцији Бенеша или као резултат Пичетине петиције ЦИК-у за превремено пуштање на слободу, његов случај је ревидиран и 26. априла 1935. научник је превремено пуштен на слободу. Године 1935–1936. наставља своју научну и наставну делатност. Од 1937. ради као виши истраживач у Институту за историју Академије наука Совјетског Савеза, 1938. као професор на Московском педагошком институту Лењина и Московском државном универзитету. Године 1939. на његову иницијативу организован је сектор славистике Историјског института Академије наука СССР и Одељење за историју јужних и западних Словена Московског државног универзитета. Следеће године је враћен у чин академика АН БССР, који му је одузет 1930. године. Од 1946. Пичета је постао заменик директора Института за славистику Академије наука СССР.
Владимир Пичета је умро 23. јуна 1947. године и сахрањен је у Москви на Новодевичјем гробљу.
На гробу В. И. Пичете на Новодевичјем гробљу у Москви пише: Рехабилитован 1967. године.

## Научна активност
В. И. Пичета је аутор великог броја радова о историји Русије, Пољске, Белорусије, Литваније, Украјине. Његови радови из 1920-их и 1930-их углавном се баве друштвено-економским проблемима руске историје смутног времена и укидања кметства.
Формирање белоруске совјетске историјске науке повезано је са именом Пичета. Теме његовог истраживања обухватале су етногенезу белоруског народа, историју белоруских градова, археологију и локалну историју, историју белоруског језика и књижевности, партитуру студија, од 516 научних радова, више од 150 је посвећено историји Белорусије.
Пичетини радови дали су значајан допринос историографији Литваније. Његови радови су посвећени проблемима као што су настанак и развој литванске феудалне државе, генеза и развој кметства, положај сељаштва и развој градова. Владимир Иванович је проучавао правни статус сељака и робова у Литванији, положај ове кнежевине у оквиру Комонвелта.
Од 1939. Пичета се фокусирао на историју Пољске. Последњих година живота радио је углавном на тротомној „Историји Пољске” (трећи том је остао недовршен).

## Оставштина
Од 1993. године Белоруски државни универзитет одржава конкурс за награду В. И. Пичета у области друштвених и хуманитарних наука. Награда се додељује само научницима БСУ.
У Минску је 2011. године отворена спомен-плоча у част Пичете (зграда Историјског факултета Белоруског државног универзитета).
Октобра 2014. године слушаоница Историјског факултета БСУ је добила име В. И. Пичете.